# Ankaran
Ankaran (em italiano:  Ancarano) é um município da Eslovênia, situado na região estatística de Litoral-Kras. Tem 8,00 km² de área e sua população em 2020 foi estimada em 3.224 habitantes.